# Walter Chrysler
Walter Percy Chrysler (2 d'abril de 1875, a Wamego - 18 d'agost de 1940) va ser el fundador de l'empresa d'automòbils Chrysler.

## Biografia
Li agradava la mecànica i els transports, Walter Percy Chrysler començà la seva carrera en els ferrocarrils i millorant les locomotores de l'Union Pacific. Va descobrir els automòbils al Saló de New York, el 1908, i va invertir tols seus estalvis en comprar un automòbil i va cercar ocupació laboral en aquest nou sector. Acceptà un lloc de treball a Buick, i a poc a poc hi anà ascendint laboralment.
Pren les regnes de l'empresa Maxwell Motor, la qual estava prop de la fallida. Llança el seu primer model, el Chrysler Six, l'any 1924, després fundà la Chrysler Company, el 1925.
La seva política d'innovacions mecàniques i preus atractius van fer que la Chrysler fos la tercera gran companyia automobilística de Detroit.
De 1928 a 1930, Walter P. Chrysler va fer construir l'edifici Chrysler Building.